# Die Sklavin Tuhfat al-Qulub

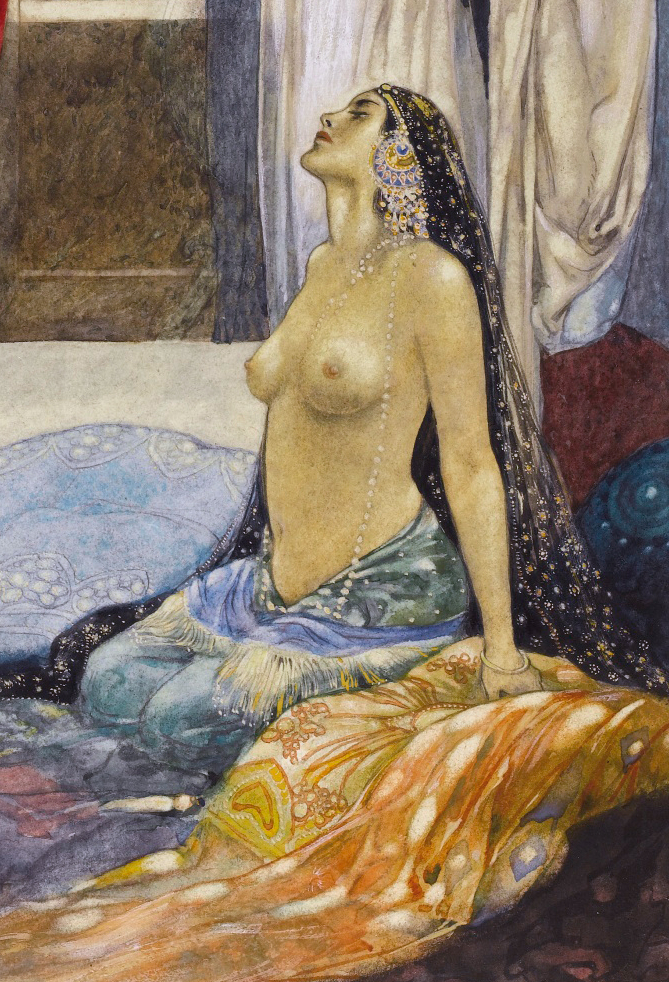
Die Sängersklavin Tuhfat al-Qulub. Gemälde von René Bull (1872–1942).

Die Sklavin Tuhfat al-Qulub ist eine Erzählung aus den Geschichten aus Tausendundeiner Nacht. In der Arabian Nights Encyclopedia wird sie als ANE 339 gelistet (→ Tausendundeine Nacht – Liste der Geschichten).
In der Liebes- und Abenteuergeschichte gelangt die schöne und talentierte Sängersklavin Tuhfat al-Qulub in den Besitz des Kalifen Harun al-Raschid, wird aber durch Iblis schon bald in eine andere, übernatürliche Welt gebracht.

## Handlung

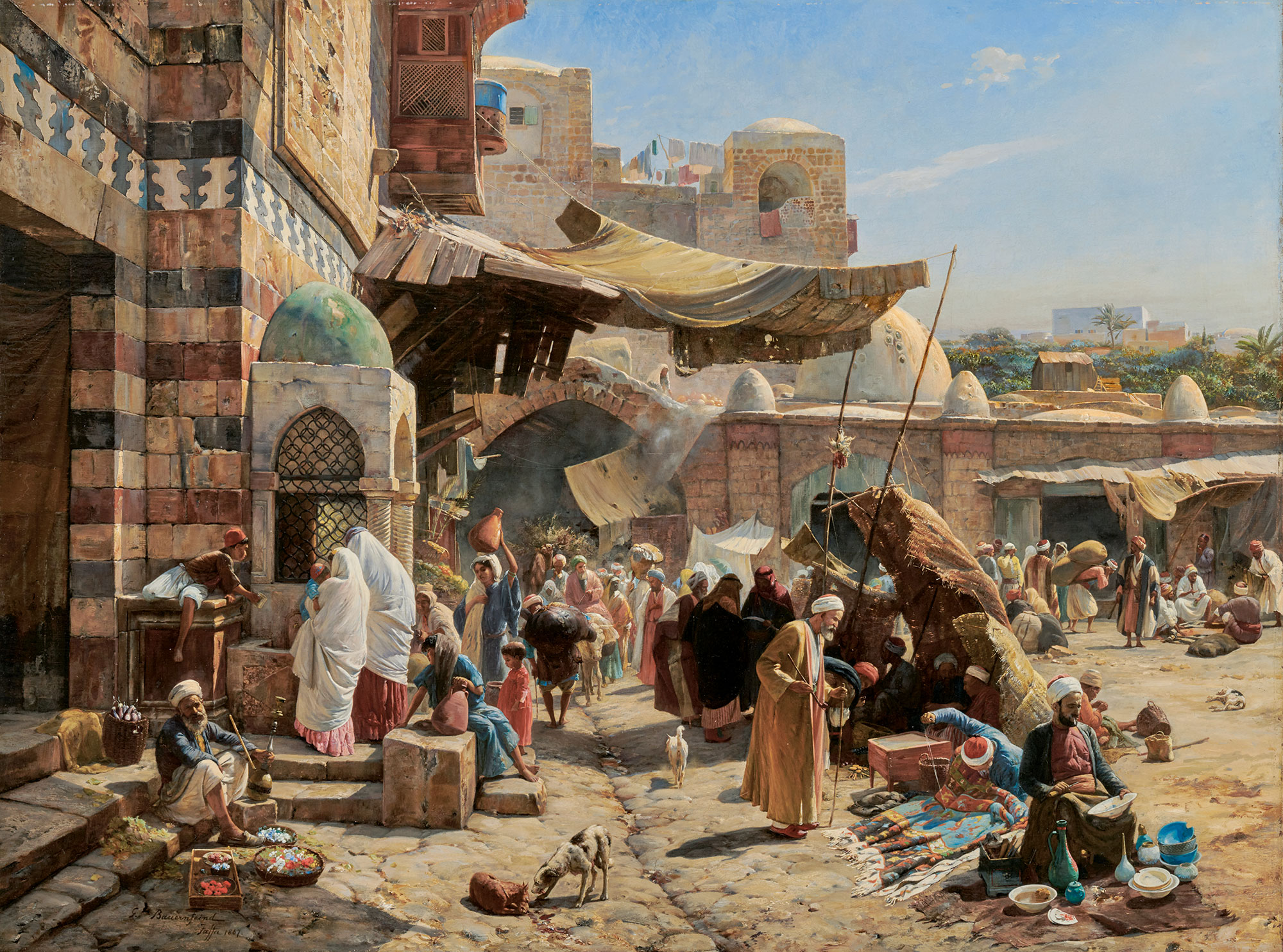
Die Straßen von Bagdad. Bild von Gustav Bauernfeind, 1887.

Einst stand der Geschichtenerzähler Abdullah Ibn Nafi in der Gunst des Kalifen Harun al-Raschid. Doch irgendwann schien er sich nicht mehr für ihn zu interessieren, weshalb Ibn Nafi den Hof des Kalifen in Bagdad verließ und sich schließlich nach Indien begab, wo er in die Gunst des Königs Dschamhur kam. Dieser hatte einen Sohn namens Emir Muhammad, der sich mit Poesie, Erzählungen und Anekdoten auskannte. Eines Tages bat er Ibn Nafi, ihm eine Geschichte zu erzählen, die er mit seinen eigenen Augen gesehen oder mit seinen eigenen Ohren gehört hatte. Daraufhin erzählte Abdullah Ibn Nafi die nachfolgende Geschichte.
Einst hatte der Kalif Harun al-Raschid einen Gast an seinem Hofe namens Ishaq al-Mausili, der der berühmteste Musiker seiner Zeit im Reich des Kalifen war. Al-Mausili stand so sehr in der Gunst des Kalifen, dass dieser ihm seinen seiner Paläste gegeben hatte. Diesen hatte al-Mausili zu einer Schule gemacht, in denen er talentierte Sklavenmädchen zu Qiyan, den Sängersklavinnen ausbildete und sie dazu in Musik und Gesang unterrichtete. Wann immer ein Mädchen eine hohe Kunstfertigkeit erlangt hatte, führte er sie dem Kalifen vor, damit sie vor ihm singe und Musik spiele. Wenn das Mädchen ihm gefiel, kam es in den Harem des Kalifen, wenn nicht, wurde es in den Palast von al-Mausili zurückgeschickt.
Eines Tages war dem Kalifen Harun al-Raschid wieder einmal danach, dass er verkleidet das Leben in seiner Hauptstadt Bagdad erkundete. Dazu rief er seinen Wesir Dscha'far ibn Yahya, dessen Bruder Al-Fadl ibn Yahya, seinen Scharfrichter Masrur und dem Sprachwissenschaftler Yunus ibn Habib und eben Ishaq al-Mausili herbei. Zusammen verließen sie getarnt den Kalifenpalast und schifften mit einem Kahn auf die andere Seite des Tigris hinüber, ehe sie im Viertel al-Taf an Land gingen. Bald darauf begegneten sie einem alten Mann, der ehrfurchtsvoll Ishaq al-Mausili grüßte, der sich nicht verkleidet hatte. Al-Mausili kannte den Alten, sein Name war Sa'id und er war der Sklavenhändler, der Ishaq neue Sklavenmädchen für seine Schule zuführte. Nun erklärte Sa'id, dass er eine Lautenspielerin erworben hatte und sie nicht zu verkaufen gedenke, ehe er das Mädchen al-Mausili gezeigt hatte. Nach kurzer Besprechung folgte die Gruppe dem Sklavenhändler in sein Haus.

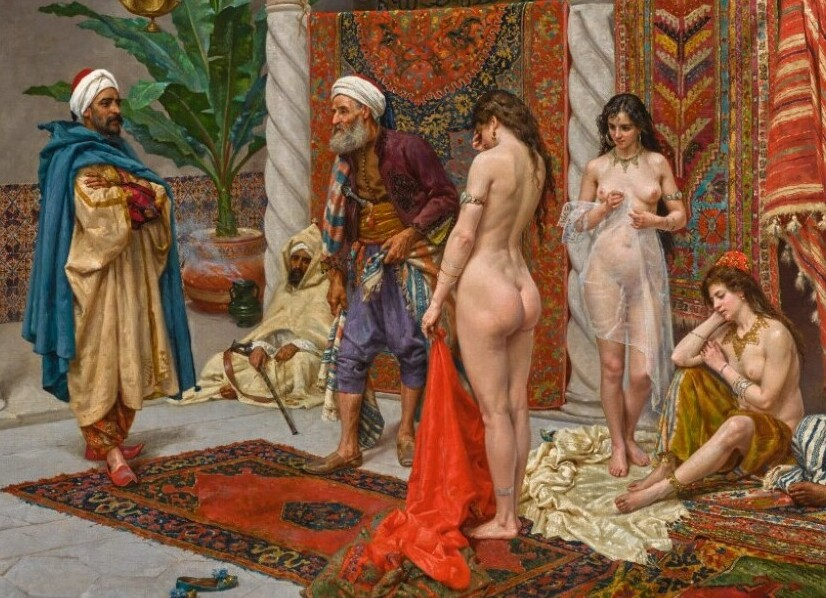
Die Sklavin Tuhfat al-Qulub wird Ishaq al-Mausili angeboten. Bild von Giulio Rosati.

Sie betraten das Haus des Sklavenhändlers, das hohe und geräumige Räume hatte. Für die Sklaven gab es Gemächer. Neben Sklavinnen wurden auch Männer verkauft, darunter Mameluken und Arbeitssklaven; die Kundschaft ließ sich auf Teppichen nieder, beobachtete den Verkauf oder beteiligte sich an ihm. Schließlich wurde die erwähnte Sklavin herbeigebracht. Sie glänzte vor Schönheit und Anmut und nahm die Laute in die Hand, begann darauf zu spielen und zu singen. Ishaq war sehr angetan von ihrem Gesang und lobte sie dafür, wenngleich er trainiert werden musste. Das Mädchen bat daraufhin ihn, sie zu kaufen; seit fünf Monaten lebe sie schon im Haus des Sklavenhändlers, weil sie bisher alle Kunden, die sie erwerben wollten, abgelehnt und damit alle potenziellen Käufer vergrault hatte. Der Händler hatte dem Mädchen zu seinem Namen – Tuhfa – deshalb den Zusatz „Tuhfat al-Humaka“ gegeben, was so viel wie „(Meister-)Werk der Narren“ bedeutet. Nun fragte der Sklavenhändler das Mädchen, ob sie an Ishaq al-Mausili verkauft werden wolle, und sie bejahte. Ishaq bezahlte einhundert Dinare für das Sklavenmädchen und nahm es mit in seinen Palast, wo die anderen Sklavenmädchen sie in Empfang nahmen.
Bald schon hatte Tuhfa drei Monate in der Schule zugebracht. Nun geschah es, dass eines Tages Ishaq al-Mausili alle seine Sklavinnen in den Palast des Kalifen bringen ließ, doch er vergaß Tuhfa, die alleine mit dem Küchenmädchen zurückblieb. Sie griff zur Laute und sang traurige Liebesverse. Dabei zeigte sich, dass sie eine Meisterin im Spiel der Laute war. Plötzlich begegnete sie ihrem Herrn wieder, der etwas vergessen hatte und deshalb in sein Anwesen zurückgeeilt war. Er war entzückt von ihrem Gesang und ihrem Lautenspiel, das noch das seine übertraf, und befahl ihr fortzufahren, so ergriffen war er von ihrer Kunstfertigkeit. und fragte sie nun, wo sie herkomme. Daraufhin erzählte Tuhfa, dass sie einst als Dreijährige an einen maurischen Kaufmann verkauft worden war, der sie wie sein eigenes Kind groß zog. Nach dem Tod ihres Herrn war Tuhfa in den Besitz von dessen Sohn übergegangen, der jedoch derart verschwenderisch gewesen war, dass er sie schließlich verkaufen musste. So war Tuhfa schließlich in den Besitz von Sa'id dem Sklavenhändler gelangt, doch hatte sie immer vorgegeben, nicht gut auf der Laute zu sein, da sie Angst gehabt hatte, dass dies ihren Verkauf an einen falschen Herrn begünstigen würde. Al-Mausili erklärte Tuhfa, dass er einen Schwur geleistet hatte, sie zum Kalifen bringen würde, sobald ihr Gesang ihm gefiel - ein Moment, der nun gekommen war. Doch bat er sie nicht zu vergessen. Dann kleidete er die Sklavin in kostbare Gewänder ein und brachte sie zum Palast des Kalifen.

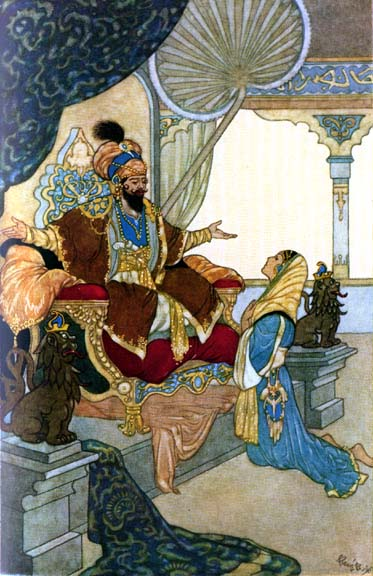
Tuhfat al-Qulub beim Kalifen Harun al-Raschid. - Bild von René Bull.

Es gelang Tuhfa den Kalifen von sich zu überzeugen, der sie daraufhin in seinen Harem bringen ließ und Ishaq al-Mausili mit fünfzigtausend Dinar belohnte. Kurz darauf begab sich al-Raschid zu Tuhfa und verbrachte bei ihr die ganze Nacht. Er war so sehr von ihr eingenommen, dass er nicht von ihrer Seite mehr weichen wollte und ihr bald sogar einige Zweige seiner Regierung anvertraute, den Tuhfa war nicht nur schön und mit einer lieblichen Stimme und der Kunst des Lautenspiels ausgezeichnet, sondern auch mit hoher Intelligenz und Bescheidenheit. Er gab ihr ein eigenes Gefolge von fünfzig Sklavinnen, doch schon bald war er so von ihr besessen und besorgt um sie, dass er sie eigenhändig in ihre Gemächer einsperrte und den Schlüssel mitnahm. Keine seiner Sklavinnen sollte ihr zu nahe kommen, da er fürchtete, sie könne aus Eifersucht und Neid vergiftet werden. Der Kalif gestand seiner Sklavin, wie sehr er sie liebte und von ihr besessen war.
Eines Tages ritt al-Raschid zur Jagd aus und ließ Tuhfa in seinem Palast zurück. Als Tuhfa nun allein in ihren Gemächern war, fiel ein nach Moschus riechender Apfel auf ihre Terrasse. Sie hob ihn auf und blickte nach oben zur Galerie, von wo Zubaida bint Dscha'far, Hauptfrau des Kalifen zu ihr hinuntersah. Mit freundlichen Worten erklärte Zubaida der Sklavin, dass der Kalif ihretwegen all seine Ehefrauen und anderen Sklavinnen vernachlässigte. Zubaida bat Tuhfat, sich doch dafür einzusetzen, dass er wenigstens einmal im Monat in ihre Gemächer komme. Tuhfat stimmte zu und erzählte dem Kalifen bei ihrem nächsten Treffen von der Bitte seiner Hauptfrau, nachdem sie sich bereits entkleidet hatten.
Nachdem der Kalif gegangen und Tuhfas Gemächer wieder verschlossen hatte, erschrak diese, als sie sich plötzlich in Gegenwart eines alten Mannes wiederfand. Er stellte sich ihr als Abu Tawa'if dar, als oberster der Dschinn und damit als Iblis, der Teufel. Er erzählte dem Sklavenmädchen, dass er jede Nacht in ihre Gemächer zusammen mit seiner Schwester Kamarija kam, die das Mädchen liebe. Iblis lud Tuhfa ein, mit ihm zu gehen, damit sie an der Hochzeit seiner Tochter und der Beschneidung seines Sohnes teilnahm. Die Dschinn würden sie ehren, wie die Menschen sie ehrten. Tuhfa war zu fasziniert um zu widersprechen und folgte Iblis zur Latrinenkammer, hinter der sich plötzlich eine weitere Tür befand. Sie stiegen eine Treppe hinab und kamen in einen Säulengang, wo ein gesatteltes Pferd stand. Doch als sie aufstieg, erwies sich das Pferd als kein gewöhnliches Tür, sondern es hatte Flügel und hob in die Lüfte davon. Iblis wich nicht von ihrer Seite. Nach etwa einer Stunde landeten sie auf einer Wiese, unweit eines prächtigen Schlosses.
Iblis führte Tuhfa in das Schloss, wo die Könige der Dschinn sie in Empfang nahmen, auch die Schwester des Iblis, Kamarija. Die Dschinn setzten Tuhfa auf einen goldenen Thron und erfreuten sich ihrer Gesellschaft und speisten mit ihr. Schließlich baten sie darum, dass Tuhfa einen ihre Kunstfertigkeit des Gesangs und des Lautenspiels doch zeigen möge und Tuhfa dichtete Verse der Liebe, die die Anwesenden in Entzücken versetzen. Tuhfa konnte nicht anders als auch an ihren Herrn, den Kalifen Harun al-Raschid zu denken und sang die Verse. „Meine Liebe zu dir hat mich gleich einem Meere in feinen Wellen verschlungen, und mein Herz vermag es nicht, sich zu trösten, da es so zärtlich liebt.“ Nachdem sie geendet hatte und der Morgen schon anbrach, verließ Tuhfa mit Iblis den Palast. Sie betrat einen prächtigen Garten, der so schön war wie das Paradies und konnte nicht anders sich zu entkleiden und in einem Brunnen zu steigen, in dem eine Öffnung in ein Badezimmer führte. Sie entkleidete und wusch sich, verrichtete das Morgengebet und schlief ein. Den weiteren Tag verbrachte sie erneut in Gegenwart der Dschinn und der Vorgang wiederholte sich. Auch in der nächsten Nacht blieb sie im Garten und am nächsten Tag wiederholte sich das Geschehene und Tuhfa saß mit den Dschinn zusammen, die sie alle bewunderten.

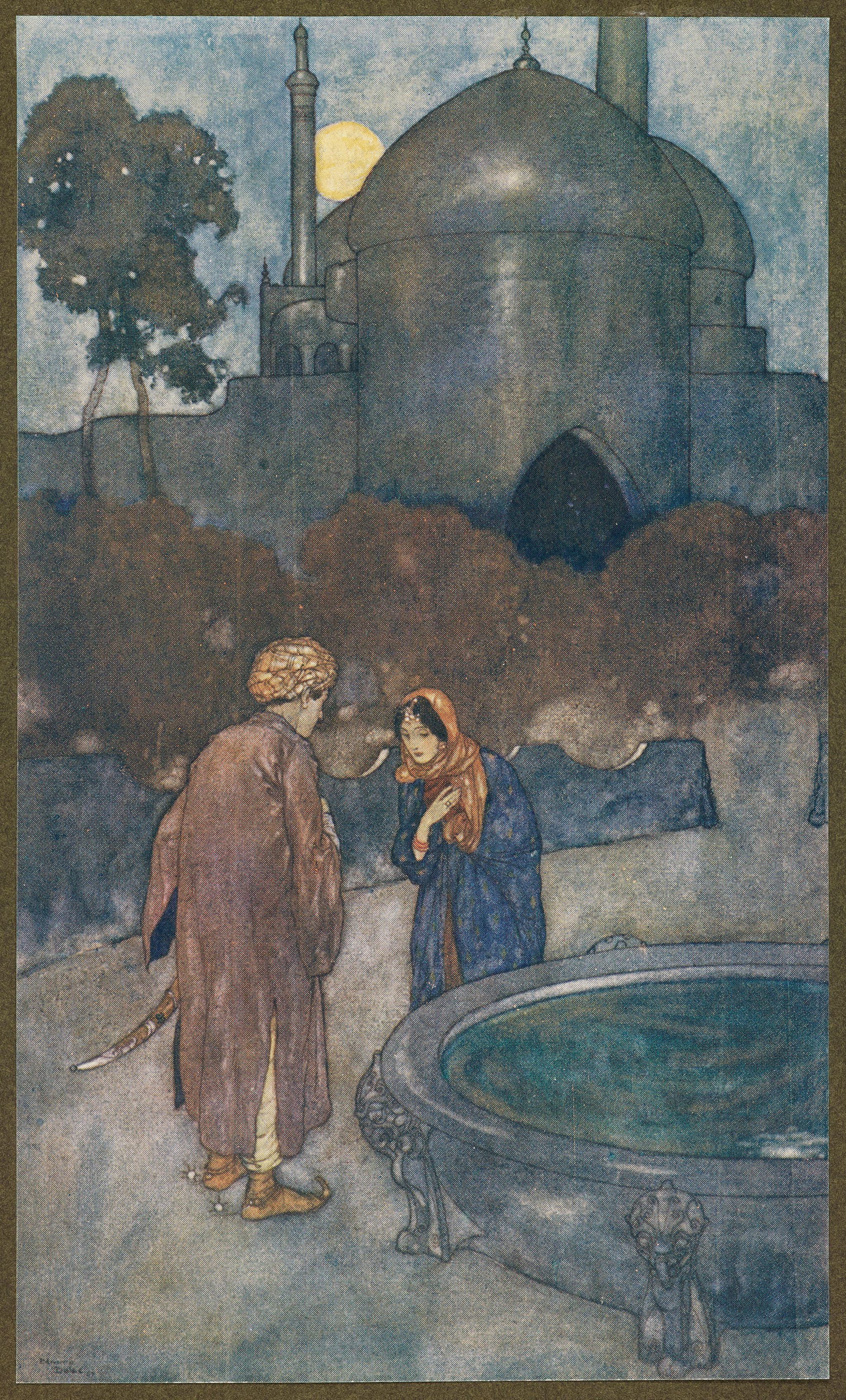
Tuhfat al-Qulub und Iblis im Garten seines Palastes. Zeichnung von Edmund Dulac.

Auch am nächsten Tag wiederholte sich die Vorgänge, doch in der dritten Nacht erschien plötzlich ein gewaltiger, körperloser und hässlicher Kopf, der Tuhfa bat zu singen, und ihr dafür versprach Nachrichten von ihrem Geliebten, dem Kalifen Harun al-Raschid zu bringen. Auch erfuhr Tuhfa, dass sie nicht eine Stunde, sondern eine Reisezeit von fünfzig Jahren von ihrem Herrn getrennt war. So erfuhr sie durch den schnellreisenden Dschinn, dass Harun al-Raschid wegen des Verlusts seiner Geliebten dem Wahnsinn nahe sei. Tuhfa war tief betrübt und begab sich abends ins Schloss zurück, um wieder mit den Dschinn zu speisen. Doch während sie aß, trank und auf Wunsch wieder sang, gab es einen der Dschinn namens Maimun, der von ihr den Blick nicht abwenden konnte. Tuhfa ihrerseits war von Maimun angewidert. Am nächsten Morgen kam auch die mächtige Dschinn-Königin al-Schahba zum Feste, und wieder lauschten alle ehrfürchtig dem Gesang und Spiel von Tuhfa. Iblis zeigte ihr noch eine andere Art auf der Laute zu spielen und plötzlich war Tuhfas Spiel so schön, dass ihr altes Spiel wie das einer Anfängerin gewirkt hatte.
Die Nacht kam und in dieser Nacht entführte der böse Maimun das Sklavenmädchen, dass die Dschinn wie eine Königin behandelten. Als Iblis davon erfuhr, sandte er die Vögel mit der Botschaft zu allen Königen der Dschinn, auf dass sie die Sklavin des Kalifen zurückholten, die die Dschinn zu ihrer Königin ernannt hatten. Als Maimun sich weigerte seine Gefangene freizugeben, entschied sich Iblis dazu mit den anderen Dschinn-Geistern anzugreifen. Ehe Maimun in die Schlacht zieht, gibt er seiner Tochter Kamra den Auftrag Tuhfa zu töten, sollte er fallen. Ihr selbst droht er an, dass sie mehr in die Welt der Menschen zurückkehren werde. In der Schlacht selbst drängt Maimun die Dschinn zunächst zurück. Währenddessen gelingt es Kamirija und ihren Schwestern die Tochter des Maimun zu töten und Tuhfa zu befreien. Letztlich geht auch das Heer des Maimun und er selbst dem Untergang entgegen.
Ehe Tuhfa die Dschinn verließ, lernte sie noch die Prinzessin al-Anqa treffen, die im Gebirge des Qāf lebte. Die Dschinn verabschiedeten sich und Iblis brachte Tuhfa zurück in ihr Gemach im Palast des Kalifen. Tuhfa hatte das Gefühl, dass alles nur ein Traum gewesen war, doch sie war darüber glücklich, nun mit dem Kalifen Harun al-Raschid endlich wieder vereint zu sein. Des Kalifen Reaktion auf das Wiedertreffen mit seiner Geliebten und die vielen mitgebrachten Schätze, die sie von den Dschinn erhalten hatten, zeigten Tuhfa auch, dass sie nicht geträumt hatte. Daraufhin erzählte sie dem Kalifen die Geschichte ihrer Abenteuer.

## Historische Hintergründe

### Historische Figuren
In der Geschichte kommen viele Figuren als Akteure vor, die tatsächlich gelebt haben. Neben dem fünften Abbasiden-Kalifen Harun al-Raschid (766–809, reg. 786–809) und seiner Gattin Zubaida bint Dscha'far handelt es sich auch bei seinem Wesir Dscha'far ibn Yahya, dessen Bruder al-Fadl ibn Yahya, Ishaq al-Mausili und Yunus ibn Habib um reale historische Figuren.

### Sängersklavinnen mit dem Namen Tuhfa
Die arabischen Historienwerke kennen mindestens drei Sängersklavinnen, die den Namen Tuhfa tragen. Die erste war eine Sklavin und eine Lieblingsschülerin der berühmtesten Sängersklavin Arib al-Mamuniyya (gest. 880). Die zweite gehörte Abdallah ibn al-Mut'azz (861–908), von welchem sie auch zur Sängersklavin ausgebildet wurde. Die dritte Tuhfa (10./11. Jahrhundert) war Sängersklavin des Abu Muhammad al-Hasan bin Isa bin al-Muqtadir, eines Enkels des 18. Abbasiden-Kalifen Al-Muqtadir (reg. 908–932).

## Textgeschichte und Inhalt

### Textherkunft und Verwendung
Die Erzählung findet sich in den Handschriften und frühen arabischen Druckausgaben von Tausendundeine Nacht ausschließlich in der arabischen Breslauer Ausgabe. Aus dieser wurde sie in die Sammlungen von Max Habicht (erschienen 1824–1843), Richard Francis Burton (ersch. 1885–1888) und Joseph-Charles Mardrus (ersch. 1926–1932) aufgenommen.

### Rezeption
Richard Francis Burton charakterisierte in seiner Sammlung die Geschichte um Tuhfat al-Qulub als unterhaltsam, aber widersprüchlich in der Darstellung der Figur des Iblis (Teufels), der im Islam als verflucht gilt, im Märchen aber als im Großen und Ganzen gutmütiger Zeitgenosse daherkomme. Die Art und Weise, wie er seine Anerkennung für das musikalische Talent von Tuhfat al-Qulub zum Ausdruck bringe, sei, „gelinde gesagt, originell.“

### Parallelen zu anderen Geschichten aus Tausendundeine Nacht
Die Erzählung, dass musikalische Inspiration in Verbindung mit dem Teufel steht, findet sich auch in den Geschichten von Ibrahim al-Mausili und dem Teufel (ANE 217) und Ishaq al-Mausili, der Sklavin und dem Teufel (ANE 221).
Die Schilderung, dass eine Sklavin verkauft wird, weil ihr Besitzer aus mangelnder Geldwirtschaft irgendwann keine andere Wahl mehr hat, findet sich in vielen der Geschichten aus Tausendundeiner Nacht, darunter in Die Sklavin Anis al-Dschalis (ANE 35), Der Mann aus Basra und seine Sklavin (ANE 106), Die Sklavin Tawaddud (ANE 157) und Ein Bagdadenser und seine Sklavin (ANE 235).

## Wissenswertes
- Die Geschichte verarbeitet das im insbesondere im konservativen Islam verbreitete Narrativ, dass musikalische Inspiration mit dem Teufel verbunden sei.[1]

- Tuhfas voller Geburtsname ist Tuhfa bint Mardschan (Tuhfa, Tochter des Mardschan).[10] Der Name Tuhfat al-Qulub bedeutet übersetzt so viel wie (Meister-)Werk der Herzen.

## Ausgaben
- Max Habicht: Tausend und eine Nacht – Arabische Erzählungen, F.W. Hendel Verlag, Leipzig 1926, 12 Bände (Erstausgabe 1824–1843, Breslauer Edition und Tunesische Handschrift), Band 11, S. 7–57.
- Richard Francis Burton: Arabian Nights, Band 12 (Supplemental Nights to the Stories of One Thousand and One Nights with Notes, Band 2), 1900, S. 47–99.
- Joseph-Charles Mardrus: The Book of the Thousand Nights and One Night, 1989, 4 Bände, Band 4, S. 307–340.